# Kilmacrennan
Kilmacrennan (auch: Kilmacrenan, irisch Cill Mhic Réanáin, älter Cill Mhic nÉanáin, deutsch: „Kirche der Söhne des Éanáns“) ist ein Dorf im County Donegal (Republik Irland) mit 888 Einwohnern (Stand 2022).

## Lage
Kilmacrennan liegt etwa neun Kilometer nordnordwestlich von Letterkenny am Leannan River (River Lennon). Durch die Ortschaft führt die N56 von Letterkenny nach Dunfanaghy. Von Kilmacrennan geht die R249 nach Ramelton ab.

## Gefecht von Kilmacrennan
Am 5. Juli 1608 kam es hier zum Gefecht zwischen Aufständischen und der Krone. Sir Cahir O’Doherty, zuvor ein Unterstützer der Krone während des Neunjährigen Krieges, ermordete seinen Widersacher George Paulet. Er wurde zum Renegat und begehrte als Herrscher über Inishowen gegen die Krone auf. Beim Gefecht wurden die etwa 1000 Aufständischen nahezu vollständig aufgerieben.

## Persönlichkeiten
- Michael Logue (1840–1924), Erzbischof von Armagh und Kardinal

## Sehenswürdigkeiten
- anglikanische St. Finian’s Church
- katholische St. Columba’s Church
- Ruine der Abtei von Kilmacrennan

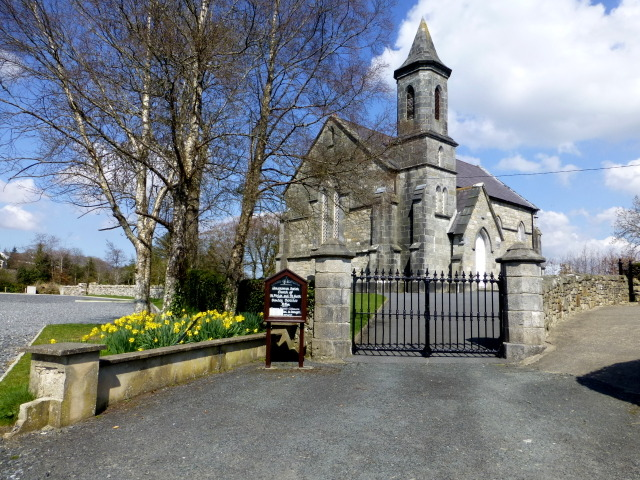
St. Finian’s Church
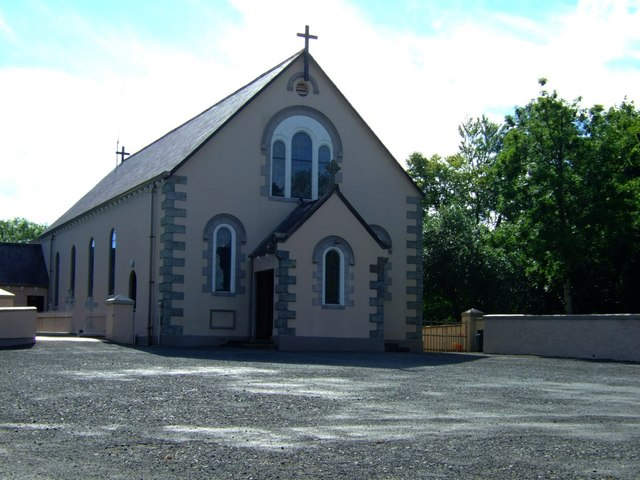
St. Columba’s Church
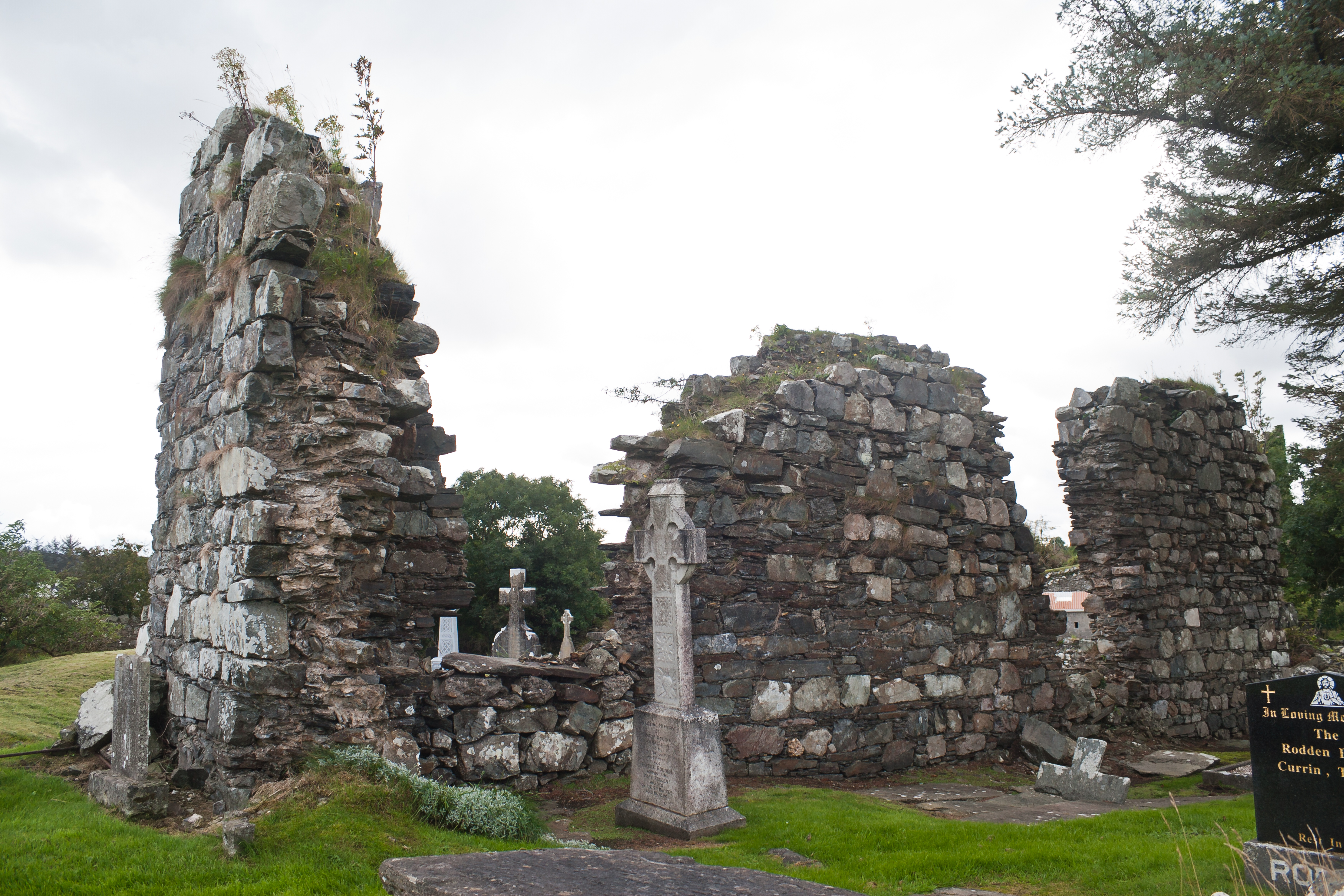
Ruine der Abtei von Kilmacrennan